# Diméfox
Le diméfox est un pesticide organophosphoré dont l'utilisation est aujourd'hui prohibée par l'Organisation mondiale de la santé (OMS). Il n'est plus admis comme pesticide au sein de l'Union européenne. Il s'agit d'un inhibiteur de l'acétylcholinestérase qui se présente sous la forme d'un liquide incolore miscible avec l'eau à l'odeur de poisson. Il était employé par exemple contre les Sternorrhyncha (dont font partie les cochenilles) et les tétranyques. Le principe actif est absorbé par les plantes et y demeure actif pendant longtemps.